# Mirachowo
Mirachowo is een plaats in het Poolse district  Kartuski, woiwodschap Pommeren. De plaats maakt deel uit van de gemeente Kartuzy en telt 913 inwoners.

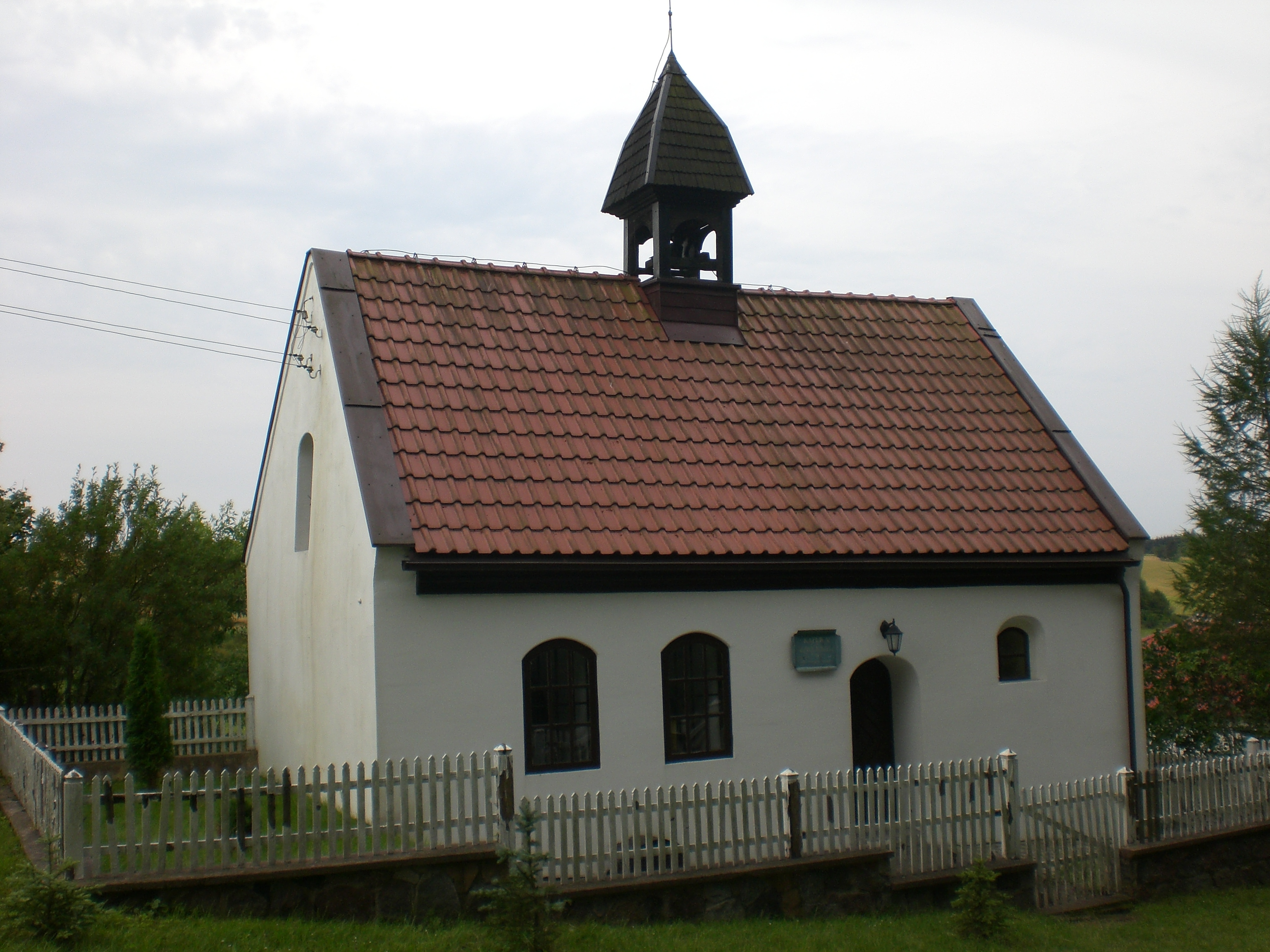
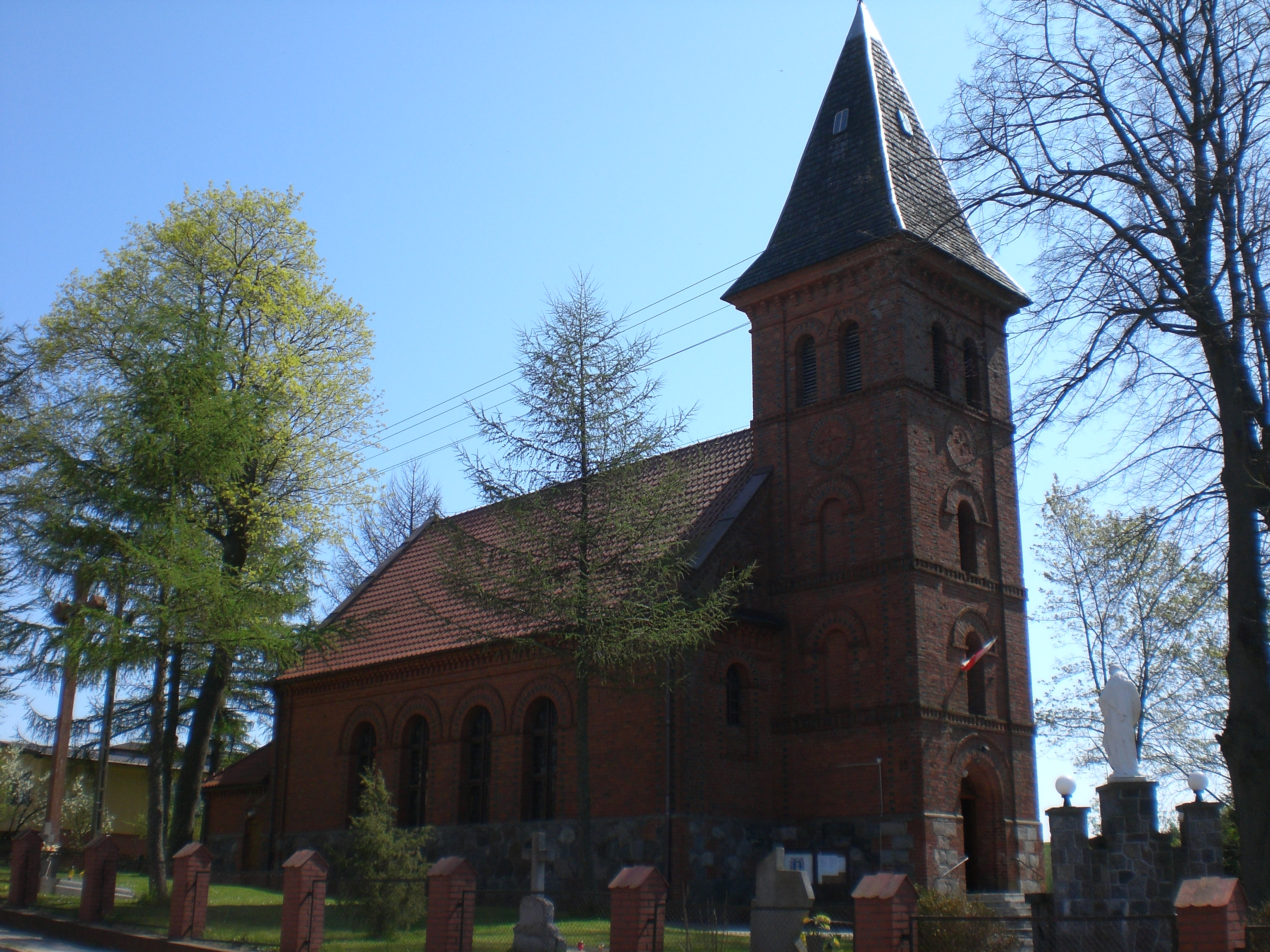